# Spatalia jezoensis
Spatalia jezoensis är en fjärilsart som beskrevs av Alfred Ernest Wileman och South 1916. Spatalia jezoensis ingår i släktet Spatalia och familjen tandspinnare. Inga underarter finns listade i Catalogue of Life.